# Сало (Италија)
Сало је насеље у Италији у округу Бреша, региону Ломбардија. Налази се на обали језера Гарда. За време Другог светског рата, Сало је био главни град Италијанске Социјалне Републике, па се она често назива и Република Сало.
Према процени из 2011. у насељу је живело 8165 становника. Насеље се налази на надморској висини од 79 м.

## Становништво
Према резултатима пописа становништва 2011. у општини је живело 10.350 становника.
| 1951. | 1961. | 1971.  | 1981.  | 1991. | 2001.  | 2011.  |
| ----- | ----- | ------ | ------ | ----- | ------ | ------ |
| 8.080 | 8.794 | 10.246 | 10.169 | 9.882 | 10.039 | 10.350 |